# Géographie des Émirats arabes unis

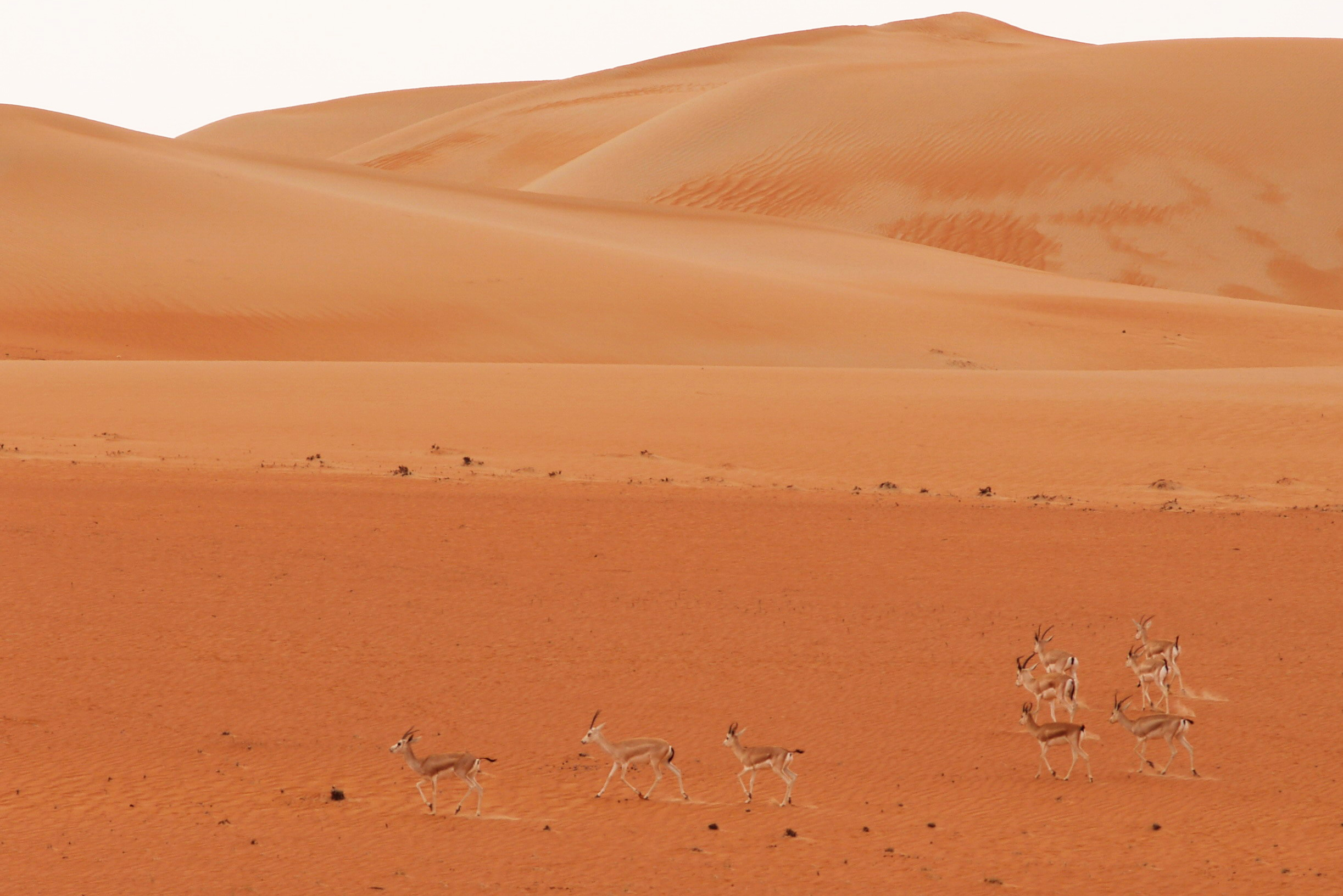
Gazelles dans le désert émirien

Les Émirats arabes unis se situent dans la péninsule Arabique entre le golfe Persique et le golfe d'Oman. Ils ont des frontières avec Oman et l'Arabie saoudite. Une enclave omanaise (Madha) se situe dans les montagnes à l'Est du pays.
La totalité du territoire est désertique ou semi-désertique. Le sud du pays est constitué d'une partie du Rub' al Khali tandis que l'est et le nord sont occupés par des montagnes. Quelques oasis (Al Ain, Manama, etc) permettent de maintenir une vie dans le désert. Des sebkhas occupent le sud et l'ouest du pays, notamment le long de la côte à l'Ouest d'Abou Dabi.

## Îles des Émirats arabes unis
De nombreuses îles se trouvent dans le golfe Persique, et la propriété de certaines d'entre elles a fait l'objet de différends internationaux à la fois avec l'Iran et le Qatar.
Des revendications territoriales sur de nombreuses îles du détroit d'Ormuz et du golfe Persique l'opposent à l'Iran. Outre le fait même de la possession de ces îles et îlots, c'est surtout l'établissement des zones économiques exclusives qui est en jeu avec à la clé les réserves pétrolières et minières offshore.
- Delma (24° 28′ 43″ N, 52° 18′ 38″ E)
- Gasha (24° 24′ 44″ N, 52° 38′ 54″ E)
- Sir Bani Yas(24° 18′ 39″ N, 52° 36′ 01″ E)
- Arzanah 24° 47′ 19″ N, 52° 33′ 36″ E

## Morphologie
Les É.A.U. s'étendent sur plus de 650 km le long de la rive sud du golfe Persique. La plupart de la côte se compose de marais salants qui s'étendent dans les terres. Le plus grand port naturel est à Dubaï, bien que d'autres ports aient été aménagés à Abou Dhabi, Sharjah et ailleurs. Les petites îles, ainsi que de nombreux récifs coralliens et bancs de sable mouvant, sont une menace pour la navigation. De fortes marées et les tempêtes occasionnelles compliquent également le déplacement de gros navires près du rivage.

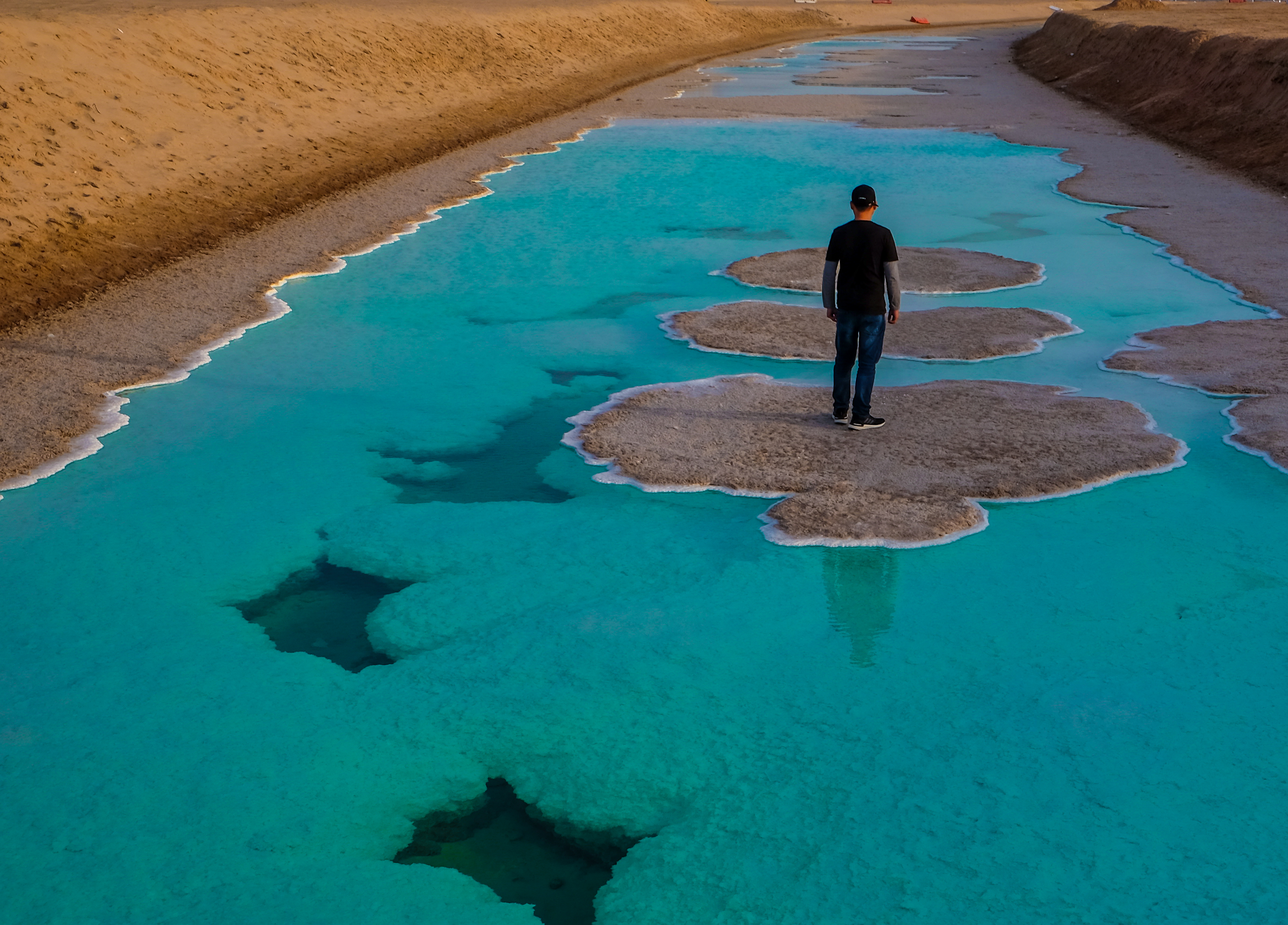
Lac salé, sur le territoire des Bani Yas, dans la محمية_الوثبة_للأراضي_الرطبة (ar), dans la région Al Bihouth aux émirats. Mai 2021.
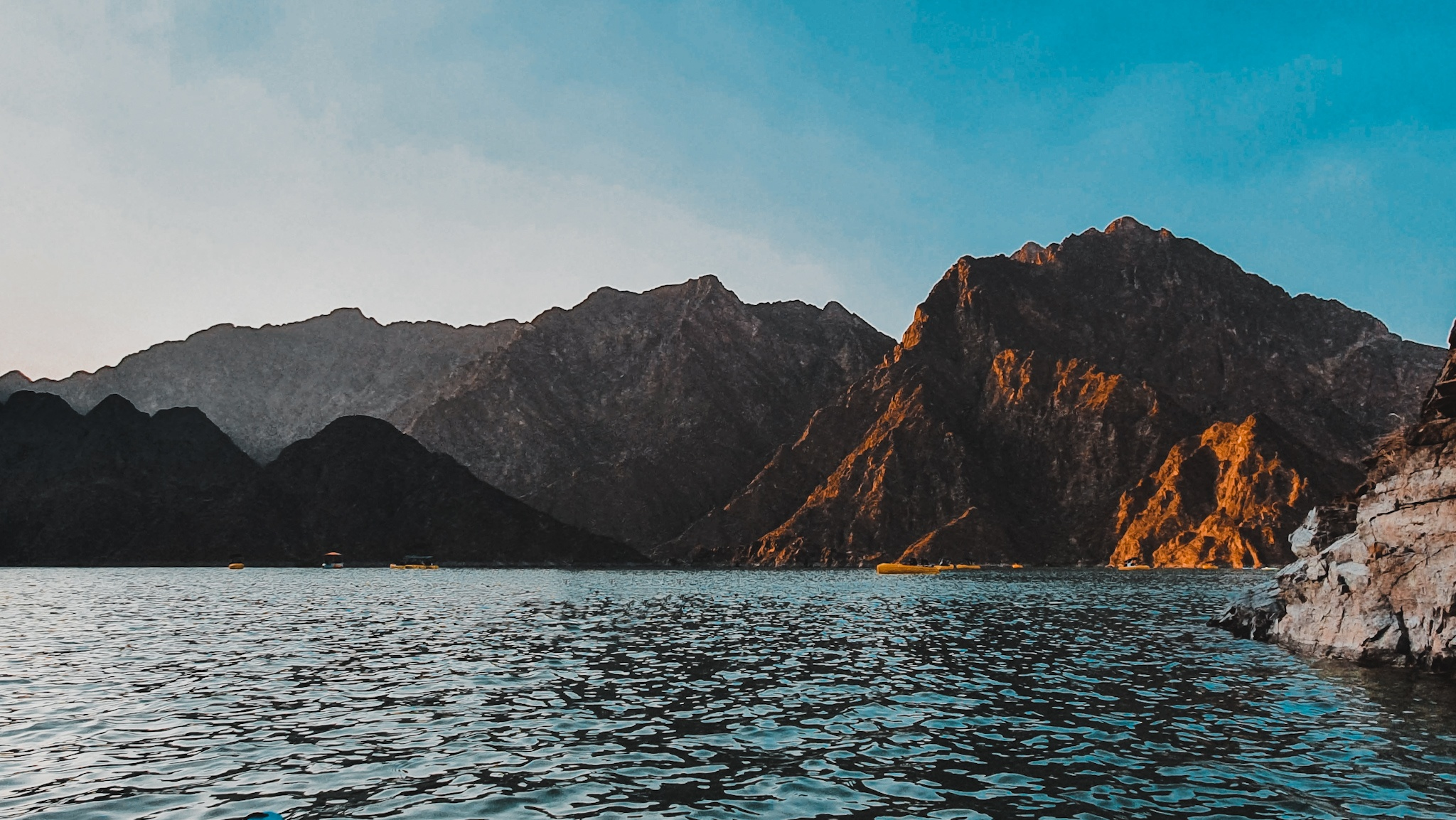
Un appel des montagnes de Hatta, dans les émirats. Décembre 2019.
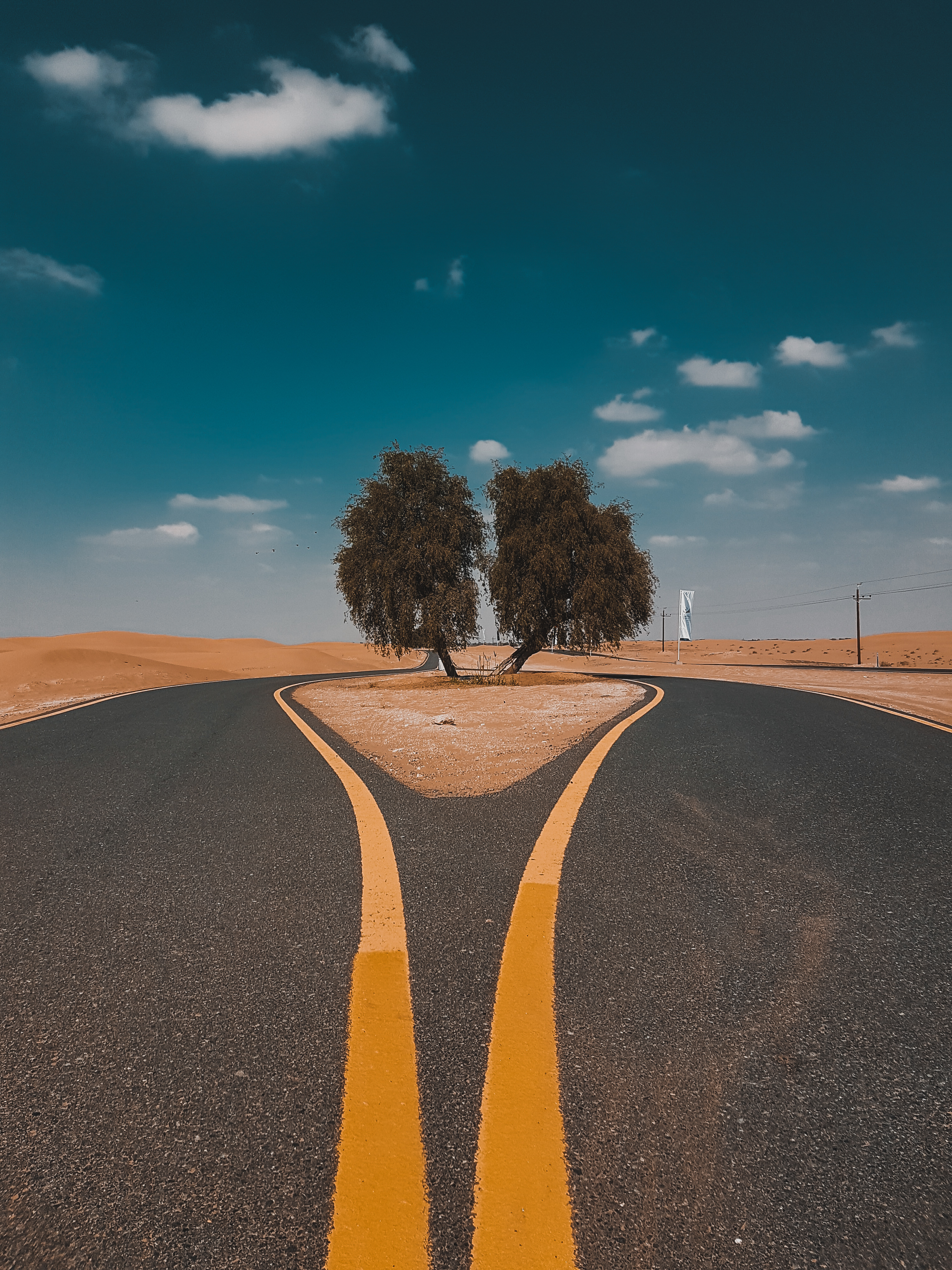
La route vers les lacs al Qudra. Novembre 2018.
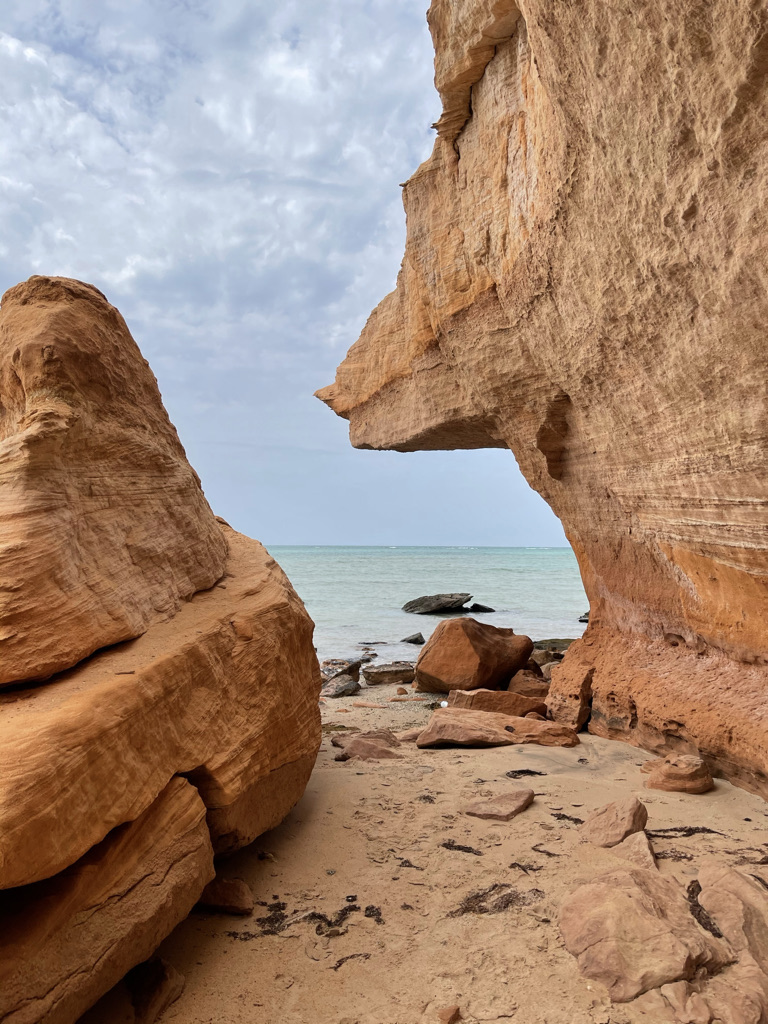
Plage de Shuwayhat dans les émirats. Février 2021.

Les Émirats arabes unis s'étendent aussi sur environ 90 km le long du golfe d'Oman, une zone connue comme la côte d'Al Batinah, au sultanat d'Oman. Les monts Al Hajar, culminent à 2 500 m, et séparent les côtes d'Al Batinah du reste des É.A.U.
Les Émirats du Nord qui possèdent une ouverture sur le golfe Persique et le golfe d'Oman sont des régions désertiques et semi-désertique. Au sud et à l'ouest d'Abou Dhabi, les dunes de sable se fondent dans le désert de Rub al-Khali en Arabie saoudite. L'émirat d'Abou Dhabi comprend deux oasis importantes avec de l'eau en quantité suffisante pour les cultures vivrières : Al Liwa Oasis, au sud, près de la frontière avec l'Arabie saoudite, et à environ 100 kilomètres au nord-est Al Buraymi, qui s'étend des deux côtés de la frontière entre Abou Dhabi et Oman.
Jabal Jais, Jabal al-Jays ou Jabal Bil Ays est une montagne sur la frontière entre Oman et les Emirats Arabes Unis, avec une altitude de 1 911 m. Le sommet de cette montagne est situé du côté omanais, mais un point secondaire (de la même montagne) à l'ouest de ce sommet, est considéré comme le point culminant des Émirats arabes unis, à 1 892 m d'altitude.

## Climat
Le climat des Émirats arabes unis est généralement chaud et sec. Les mois les plus chauds sont juillet et août, quand les températures maximales moyennes atteignent 40 °C sur la plaine côtière. Il est fréquent que les plus de 50° arrivent pendant les périodes estivales. Dans les monts Al Hajar, les températures sont nettement plus fraîches, en raison de l'altitude ; en moyenne des températures minimales du pays en janvier et février sont entre 10 et 14 °C. Pendant les mois de fin d'été, un vent humide souffle du sud-est : le sharqi. La pluviométrie moyenne annuelle dans la zone côtière est inférieur à 120 mm, mais dans certaines régions montagneuses les précipitations annuelles atteignent souvent 350 mm. Les pluies dans la région côtière sont brèves mais torrentielles pendant les mois d'été et entrainent parfois des inondations dans les lits à sec des oueds. La région est sujette à des tempêtes de poussière violentes et occasionnelles qui peuvent réduire considérablement la visibilité.

### Référence de traduction
- (en) Cet article est partiellement ou en totalité issu de l’article de Wikipédia en anglais intitulé « Geography of the United Arab Emirates » (voir la liste des auteurs).